# Narasingapuram (Vellore)
Narasingapuram è una suddivisione dell'India, classificata come census town, di 10.555 abitanti, situata nel distretto di Vellore, nello stato federato del Tamil Nadu. In base al numero di abitanti la città rientra nella classe IV (da 10.000 a 19.999 persone).

## Geografia fisica
La città è situata a 12° 58' 20 N e 79° 17' 44 E.

## Società

### Evoluzione demografica
Al censimento del 2001 la popolazione di Narasingapuram assommava a 10.555 persone, delle quali 5.247 maschi e 5.308 femmine. I bambini di età inferiore o uguale ai sei anni assommavano a 948, dei quali 512 maschi e 436 femmine. Infine, coloro che erano in grado di saper almeno leggere e scrivere erano 8.056, dei quali 4.291 maschi e 3.765 femmine.